# 甲酸钾
甲酸钾是钾的甲酸盐。甲酸钾密度为1.91g/cm3。

## 用途
甲酸钾可用于溶雪剂、石油钻井等。